# Klaus Kubitzki
Klaus Kubitzki (* 3. Mai 1933 in Niesky; † 5. Dezember 2022 bei Hamburg) war ein deutscher Botaniker. Er war Professor an der Universität Hamburg. Er war bekannt für seine Arbeit an der Systematik und Biogeografie der Bedecktsamer, insbesondere jener der Neotropen, sowie die Erfassung der Pflanzenwelt des Tertiär. Das Ergebnis seiner pflanzensystematischen Arbeit bezeichnet man als Kubitzki-System. Er war Mitglied der American Society of Plant Taxonomists.
Sein botanisches Autorenkürzel lautet „Kubitzki“.

## Karriere
Kubitzki studierte Biologie und Geologie an den Universitäten von Innsbruck, Göttingen und Kiel. Seine Dissertation in Kiel behandelte das Quartär (1960). Danach war er von 1961 bis 1963 Privatdozent an der Universidad Austral de Chile in Valdivia, Chile, von 1963 bis 1967 Privatdozent an der Universität Münster und anschließend bis 1973 Dozent an der Universität München. Danach wirkte er als Professor für Systematische Botanik an der Universität Hamburg (1998 emeritiert). Bis 2000 leitete er das Herbarium Hamburgense.

## Arbeit
Kubitzkis Beiträge bearbeiteten Gebiete wie Taxonomie, Pflanzengeografie und Geoökologie. Er erstellte eine Fachstudie über das Hochland von Guayana. Er war Autor und Herausgeber zahlreicher Bücher über systematische Botanik und Verfasser von über 100 Artikeln in wissenschaftlichen Zeitschriften. Seine taxonomische Arbeit ist zentraler Bestandteil von The Families and Genera of Vascular Plants (1990–).
Einige Pflanzennamen wurden ihm gewidmet:
- Lauraceae: Gattung Kubitzkia van der Werff[7]
- Asteraceae:
  - Mikania kubitzkii R.M.King & H.Rob.[8]

  - Unxia kubitzkii H.Rob.[9]
- Dilleniaceae: Davilla kubitzkii Aymard[10]